# Live Nassau Coliseum ’76
Live Nassau Coliseum ’76 — концертный альбом британского рок-музыканта Дэвида Боуи, записанный 23 марта 1976 года во время турне Isolar Tour в поддержку альбома Station to Station. Впервые альбом был выпущен в составе специального и делюксового переиздания Station to Station, в сентябре 2010 года. 10 февраля 2017 года был переиздан отдельно лейблом Parlophone.
Биограф Николас Пегг описал альбом как «превосходное воспоминание об одном из величайших туров Боуи, с такими яркими моментами, как величественная „Word on a Wing“, невероятно крутая „Waiting for the Man“, а также c буйным, захватывающим исполнением песен „Stay“ и „The Jean Genie“ — Боуи и его потрясающей группой музыкантов, находившихся в блестящей форме».

## Список композиций
Все песни написаны Дэвидом Боуи, за исключением отмеченных.
Первый диск
1. «Station to Station» — 11:53
2. «Suffragette City» — 3:31
3. «Fame» (Боуи, Карлос Аломар, Джон Леннон) — 4:02
4. «Word on a Wing» — 6:06
5. «Stay» — 7:25
6. «Waiting for the Man» (Лу Рид) — 6:20
7. «Queen Bitch» — 3:12

Второй диск
1. «Life on Mars?» — 2:13
2. «Five Years» — 5:03
3. «Panic in Detroit» (с вырезанной большей частью барабанного соло) — 6:03
4. «Changes» (с объявлением музыкантов) — 4:11
5. «TVC 15» — 4:58
6. «Diamond Dogs» — 6:38
7. «Rebel Rebel» — 4:07
8. «The Jean Genie» — 7:28

## Участники записи
| Музыканты - Дэвид Боуи — ведущий вокал - Карлос Аломар — гитара - Стейси Хейдон — гитара - Джордж Мюррей — бас-гитара - Тони Кэй — клавишные - Деннис Дэвис — ударные | Технический персонал - Дэйв Хьюитт — звукорежиссёр, 1976 - Гарри Маслин — продюсер, сведение - Альбом сведён в студии Sweetersongs East Studios, Санта-Моника, Калифорния, США, в феврале 2009 года - Брайан Гарднер — мастеринг - Эндрю Кент — фотографии, 1976 - Скотт Миншалл — дизайн обложки |  |

## Чарты
| Чарт (2017)                 | Высшая позиция |
| --------------------------- | -------------- |
| Бельгия/Фландрия (Ultratop) | 83             |
| Бельгия/Валлония (Ultratop) | 147            |